# Serhij Postrechin
Serhij Albertovytj Postrechin (ukrainska: Сергій Альбертович Пострєхін, ryska: Сергей Альбертович Пострехин: Sergej Albertovitj Postrechin), född den 1 november 1957 i Cherson i Ukrainska SSR i Sovjetunionen  (nu Ukraina), är en ukrainsk före detta kanotist som tävlade för Sovjetunionen samt affärsman.
Han tog OS-guld i C-1 500 meter och OS-silver i C-1 1000 meter i samband med de olympiska kanottävlingarna 1980 i Moskva.